# Bledi peščenec
Bledi peščenec (znanstveno ime Onychogomphus forcipatus) je vrsta raznokrilih kačjih pastirjev iz družine porečnikov, razširjena po zahodni Palearktiki.

## Opis
Odrasli dosežejo 46 do 50 mm v dolžino, od tega zadek 31–37 mm, zadnji krili pa merita 25–30 mm. Po osnovni rumeni obarvanosti s črnim vzorcem je podoben ostalim predstavnikom svojega rodu, prav tako po mordikasti barvi oči, le na severu območja razširjenosti so oči zelenkaste.
Opisane so tri podvrste, ki se razlikujejo po obliki spodnje genitalne okončine samcev in imajo ločene areale, a med njimi ni zaznavnih genetskih razlik.
Odrasli letajo od maja do začetka septembra.

## Ekologija in razširjenost
Bledi peščenec je toploljubna vrsta, razmnožuje se ob nezasenčenih vodotokih, tudi hitro tekočih, redkeje pa na odprtih bregovih večjih jezer.
Vrsta je razširjena po večini zahodne Palearktike, zlasti po večjem delu Evrope, kjer je najpogostejši porečnik, proti vzhodu pa sega razširjenost do severa Kazahstana. Tri podvrste naseljujejo različne dele tega območja in se skupaj na istih lokacijah pojavljajo le na mejah:
- Onychogomphus forcipatus forcipatus: večji del Evrope razen jugozahoda in na vzhodu do zahodnega dela Sibirije,
- Onychogomphus forcipatus unguiculatus: zahodno Sredozemlje vključno z Magrebom v Severni Afriki,
- Onychogomphus forcipatus albotibialis: Jugozahodna Azija do Cipra in Egejskih otokov na zahodu ter prek Transkavkazja do severa Irana na vzhodu.

V Sloveniji je razširjena nominalna podvrsta. Pogost je ob večini rek v nižinskih predelih države, saj mu ustrezajo očiščene brežine, ki so značilne za slovensko kulturno krajino. Pojavlja se tudi ob močno onesnaženih vodotokih, kar nakazuje, da ličinke niso občutljive na kakovost vode. Bledi peščenec zato ne velja za ogroženega.